# Bernia Weisert
Bernia Weisert SSpS (* 8. April 1907 in Sigmaringen; † 15. März 1945 in Santo Tomas (Batangas), Philippinen) war eine deutsche Steyler Missionsschwester und Märtyrin.

## Leben
Maria Weisert, Tochter eines Kanzleivorstands, besuchte das Lyzeum in Sigmaringen. Sie trat am 3. Dezember 1924 im Alter von 17 Jahren in Steyl als Kandidatin in das Mutterhaus der Steyler Missionsschwestern ein und begann am 8. Juni 1930 das Noviziat unter dem Ordensnamen Bernia (nach Berno). Am 8. Juni 1932 legte sie ihre Zeitlichen Gelübde ab. Noch im selben Jahr reiste sie in die Philippinen-Mission und wirkte als Lehrerin. Am 8. Mai 1938 legte sie in Manila ihre Ewigen Gelübde ab. Im Zuge der Rückeroberung der von den Japanern besetzten Philippinen wurde sie am 15. März 1945 südlich Manila in Santo Tomas, wohin man sich schutzsuchend zurückgezogen hatte, zusammen mit 14 Mitschwestern Opfer eines amerikanischen Bombenangriffs.

## Gedenken
Die Römisch-katholische Kirche in Deutschland hat Schwester Bernia Weisert als Märtyrin in das deutsche Martyrologium des 20. Jahrhunderts aufgenommen.